# Mimozygantheae
Tribu
Les Mimozygantheae sont une tribu de plantes à fleurs dicotylédones de la famille des Fabaceae, sous-famille des Mimosoideae, originaire d'Amérique du Sud, qui compte un seul genre, Mimozyganthus, et une seule espèce, Mimozyganthus carinatus (tribu et genre monotypiques).
Selon la classification phylogénétique, ce taxon est inclus dans les Mimoseae.